# La Perla (balneario)
La Perla es un conjunto balneario formado por dos complejos hoteleros, situado en San Sebastián (Guipúzcoa) España, concretamente en la playa de La Concha. El Balneario fue fundado en 1912.

## Historia
En el año 1887, al ser visitada por la alta sociedad europea y merecer la playa de la Concha el título de «Real», se construye sobre la playa y en su parte central, zona que es conocida en la actualidad como los relojes, un enorme barracón de color rojo intenso de madera, al que oficialmente se le llamó «La Perla del Océano». También se la llamó «El Perlón».
A comienzos del siglo XX y atendiendo a los nuevos avances técnicos  y gustos estéticos se instalaron sombrillas y toldos con cargo al Municipio de San Sebastián, así como paralelamente se pusieron en marcha las gestiones para construir lo que sería el nuevo Balneario «La Perla del Océano» en el paseo de la Concha junto a la Caseta Real de Baños. La intención era construir un lugar que fuera el más adelantado de Europa en la hidroterapia moderna.
El Ayuntamiento, dado el pésimo aspecto de La Perla, obtuvo en 1910 una concesión administrativa para ensanchar el paseo y construir otro edificio digno de la Ciudad. Ayuntamiento y Sociedad permutaron en 1913 sus concesiones. Ramón Cortázar diseñó en 1910 el nuevo edificio de la Caseta Real de Baños y La Perla. El nuevo Balneario fue inaugurado el martes 2 de julio de 1912.
En 1924 coincidiendo con la prohibición del juego en la ciudad de San Sebastián y tras varias crisis, decae la actividad hasta quedar el edificio convertido en una casi ruina total con amenaza de derrumbe y nula actividad.
En los años 1960 comenzaron a abrirse en San Sebastián los primeros bailes. En 1961 los señores Aurelio y Andrés Sabadell Martínez, mediante alquiler al Ayuntamiento, se hicieron cargo de la explotación del antiguo balneario para convertirlo en Sala de Fiestas. 
El Ayuntamiento planteó en 1990 una reforma importante para el complejo de La Perla. En febrero de 1991, el edificio de La Perla cerró sus puertas y en 1993 se procedió al derribo y reconstrucción del edificio bajo proyecto de Joaquín Zubiría, conservando su uso original como establecimiento de talasoterapia y sala de fiestas.
En 2013 dispone de instalaciones con un espacio de 5500 m2.

## Características
El agua del balneario es agua marina.

## Temporada
Todo el año.